# Gustaf Persson Banér
Gustaf Persson Banér, född 24 augusti 1618, död 21 januari 1689, var en svensk friherre och fältmarskalk. Banér var son till riksrådet Peder Banér och friherrinnan Hebbla Fleming. Gustaf Persson Banér är begravd i Riddarholmskyrkan (Banérska gravkoret) i Stockholm.

## Uppdrag
Banér deltog i Trettioåriga kriget och blev 1641 överste men trädde därefter in på den civila banan i och med att han blev landshövding på Gotland 1648. 1651 upphöjdes han till friherre och blev 1652 riksråd och var 1654–1657 landshövding i Uppland. Under Karl X Gustavs danska krig inträdde han på nytt på den militära banan och deltog bland annat vid stormningen av Köpenhamn. 1657 blev han general av kavalleriet och 1663 fältmarskalk. 1664 blev han generalguvernör över Skånska generalguvernementet men verkade inte ha uppskattats på posten och fick lämna den 1669. Förlusten av posten som generalguvernör drabbade Gustaf Banér hårt ekonomisk och i samband med reduktionen blev han helt ruinerad.
1674, då kriget med Danmark var överhängande, anförtroddes Banér försvaret av gränsen mot Norge.

## Ägande
Banér ägde en del gods i Estland, Ekenäs i Östergötland, Måstena i Södermanland och Tuna i Österåkers socken i Uppland. Hans ekonomiska ställning underminerades genom en process om gårdar med kusinen Gustaf Adam Banér och förstördes alldeles genom reduktionen.